# 31 días
31 días è un film del 2013 diretto da Erika Grediaga. 
Pellicola di produzione messicana che ha come protagonisti Irán Castillo e l'italiano Lorenzo Balducci.

## Trama
La psicologa Eva Sagarrondo è convinta che, mediamente, le relazioni sentimentali non durino più 31 giorni e decide di farne il soggetto per il suo nuovo libro di auto-aiuto. Per confermare la sua tesi decide di fare da cavia e provarla su se stessa, coinvolgendo il fotografo italiano Adam di Melo. Firmato il contratto che la vede legata per un mese intero ad Adam, Eva iniziarà di nascosto a scrivere il suo nuovo libro, senza sapere che lui, scoperto l'inganno, sta usando i suoi stessi libri di auto-aiuto per boicottare il suo piano.

## Produzione
Il film è stato girato nell'estate del 2010 tra Guadalajara e Città del Messico. L'attore italiano Lorenzo Balducci ha avuto solo un giorno per leggere il copione e confermare o meno la sua partecipazione come protagonista.